# Lista över Sveriges landskaps högsta punkter
Det här är en lista över Sveriges landskaps högsta punkter:
| Landskap      | Högsta punkt            | Höjd | Koordinater                                   | Ref |
| ------------- | ----------------------- | ---- | --------------------------------------------- | --- |
| Blekinge      | Rävabacken              | 190  | 56°26′29″N 14°31′35″Ö / 56.44139°N 14.52639°Ö |     |
| Bohuslän      | Björnerödspiggen        | 222  | 59°0′45″N 11°24′10″Ö / 59.01250°N 11.40278°Ö  |     |
| Dalarna       | Storvätteshågna         | 1204 | 62°7′15″N 12°27′6″Ö / 62.12083°N 12.45167°Ö   |     |
| Dalsland      | Baljåsen                | 301  | 59°5′5″N 12°28′19″Ö / 59.08472°N 12.47194°Ö   |     |
| Gotland       | Lojsta hed              | 82   | 57°19′56″N 18°20′13″Ö / 57.33222°N 18.33694°Ö |     |
| Gästrikland   | Lustigknopp             | 402  | 60°59′30″N 16°7′50″Ö / 60.99167°N 16.13056°Ö  |     |
| Halland       | Högalteknall            | 226  | 56°22′32″N 13°2′25″Ö / 56.37556°N 13.04028°Ö  |     |
| Hälsingland   | Garpkölen               | 669  | 61°53′17″N 14°48′22″Ö / 61.88806°N 14.80611°Ö |     |
| Härjedalen    | Helags                  | 1796 | 62°54′16″N 12°27′9″Ö / 62.90444°N 12.45250°Ö  |     |
| Jämtland      | Storsylen               | 1742 | 63°1′17″N 12°11′58″Ö / 63.02139°N 12.19944°Ö  |     |
| Lappland      | Kebnekaise (nordtoppen) | 2097 | 67°54′16″N 18°31′38″Ö / 67.90444°N 18.52722°Ö |     |
| Medelpad      | Myckelmyrberget         | 578  | 62°28′2″N 15°4′26″Ö / 62.46722°N 15.07389°Ö   |     |
| Norrbotten    | Vitberget               | 594  | 65°58′59″N 20°19′8″Ö / 65.98306°N 20.31889°Ö  |     |
| Närke         | Tomasbodahöjden         | 298  | 59°23′3″N 14°58′20″Ö / 59.38417°N 14.97222°Ö  |     |
| Skåne         | Söderåsen (Magleröd)    | 212  | 56°3′55″N 13°8′20″Ö / 56.06528°N 13.13889°Ö   |     |
| Småland       | Tomtabacken             | 377  | 57°30′1″N 14°28′15″Ö / 57.50028°N 14.47083°Ö  |     |
| Södermanland  | Skogsbyås               | 124  | 58°47′30″N 16°19′31″Ö / 58.79167°N 16.32528°Ö |     |
| Uppland       | Tallmossen              | 118  | 59°58′16″N 17°5′18″Ö / 59.97111°N 17.08833°Ö  |     |
| Värmland      | Granberget              | 701  | 60°53′51″N 12°44′31″Ö / 60.89750°N 12.74194°Ö |     |
| Västerbotten  | Åmliden                 | 551  | 65°2′35″N 19°0′26″Ö / 65.04306°N 19.00722°Ö   |     |
| Västergötland | Galtåsen                | 362  | 57°47′3″N 13°33′1″Ö / 57.78417°N 13.55028°Ö   |     |
| Västmanland   | Fjällberget             | 466  | 60°5′42″N 14°54′59″Ö / 60.09500°N 14.91639°Ö  |     |
| Ångermanland  | Tåsjöberget             | 635  | 64°14′3″N 15°56′1″Ö / 64.23417°N 15.93361°Ö   |     |
| Öland         | Höghäll                 | 55   | 56°46′13″N 16°35′45″Ö / 56.77028°N 16.59583°Ö |     |
| Östergötland  | Stenabohöjden           | 328  | 57°46′6″N 15°14′31″Ö / 57.76833°N 15.24194°Ö  |     |